# 真·女神转生IV Final
《真·女神转生IV Final》是Atlus出品的电子角色扮演游戏，于2016年2月在任天堂3DS平台推出。本作为女神转生系列作品之一，继承了《真·女神转生IV》的世界观。

## 设定
《真·女神转生IV Final》设定于2030年代的东京。在25年前，天使和大魔神路西法开始了灾难性战争。东京因守护神平将门的自我牺牲建起大天盖得以幸存，世界的其他区域却因此被毁灭。而慢慢的，东京的时间流逝被扭曲，街头也逐渐出现传说中的恶魔，城市成为了随时可能失去生命的危险地域。此时，天使选中的人们在天盖上建立起了“东帝之国”，以非文明的形式开始了生活。
25年后的现在，从东帝之国降至东京的弗林逐渐将一直支配着东京的八部联合阿修罗会以及盖亚教团歼灭，为已长久陷入混沌的东京带回了些许秩序。弗林由此获得了“希望之星”的称号。然而，恶魔王路西法与大天使梅尔卡巴也同时降临在现世，以东京为舞台继续他们的最终战争。
游戏主人公是一名15岁的少年，在成为妖魔猎人学徒的任务中遭路西法手下的恶魔袭击而亡。他在黄泉中和魔神达格达签订契约复活，代价则是成为“弑神者”。回到现世的主人公发现，发现黑天（毗湿奴）以救赎人类之名义，组成了多神联盟，而天使和路西法不乐见黑天的计划，组成了一神教。起初天使和恶魔的战争，演变成“多神教对一神教”。
本作有多重结局，包括兩個取向分明的秩序或混乱结局為Bad Ending，另外還有兩個不同程度的中立结局為Good Ending。